# 象似性
象似性（英語：iconicity）是认知语言学和符号学中的重要概念，指一个符号（可以是语言符号或其他）的形式与其意义之间的相似或类比现象，与任意性相对。
象似性常体现在下列原则之中：
- 数量原则：概念复杂性往往对应于形式复杂性。
- 邻近原则：概念距离往往与语言距离相匹配。
- 顺序原则：所描述的事件的顺序在语音链中被先后映射。